# Fin de siècle
Fin de siècleⓘ (wym. [fɛ̃ də sjɛkl], uproszczona: fę de sjekl) – okres schyłku XIX wieku związany z dekadentyzmem i reakcją na niego na początku XX wieku w różnych dziedzinach życia.

## Pojęcie
Nazwę dla różnych zjawisk w kulturze i sztuce zaczerpnięto od tytułu francuskiej komedii F. de Jouvenota i H. Micarda z 1888 roku. Na gruncie polskim już w 1894 roku Gabriela Zapolska zatytułowała swoją powieść, drukowaną w „Przeglądzie Tygodniowym”, Fin-de siecle’istka. Francuski termin oznacza dosłownie „koniec wieku” i jest odniesieniem do panującego u części myślicieli i twórców sztuki w Europie Zachodniej pod koniec XIX przeświadczeniu o zbliżającym się schyłku kultury. Powody tego zjawiska, określanego też jako dekadentyzm, od fr. décadence „schyłek”, „upadek”, znalazły swój wyraz w myśli Arthura Schopenhauera: „przeznaczeniem człowieka jest cierpienie”. Człowiek tak jest zależny od natury, że w istocie staje się jej igraszką. By się wyzwolić, należy dobrowolnie wyzbyć się pragnień, przestać walczyć z tym, co jest nieuniknione. Filozof, zafascynowany buddyzmem, zalecał: ucieczkę w niebyt, stan spoczynku woli, wejście w stan nirwany. Zarówno pesymistyczna ocena stanu rzeczy, jak i melancholijna bierność, stanowiąca na nią odpowiedź, objawiły się w ówczesnej literaturze, jak i sztukach wizualnych.

## Fin de sièclew literaturze pięknej

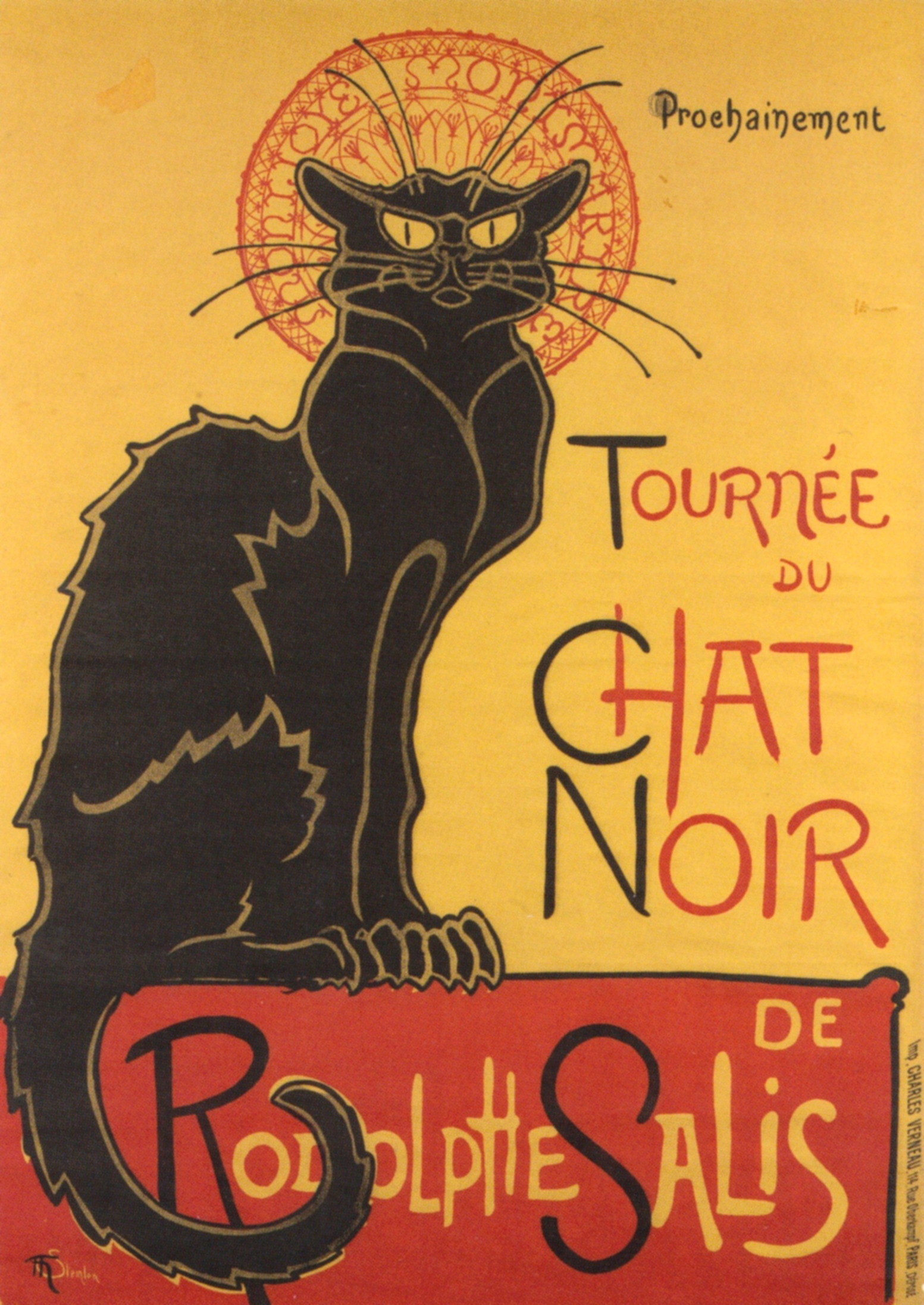
Plakat kabaretu „Le Chat Noir” z 1896, Th.A. Steinlen

Słowa dekadentyzm użył pierwszy raz Paul Verlaine w wierszu „Niemoc” (fr. Langueur), w symptomatycznym zdaniu: „Je suis l’Empire à la fin de la décadence” (tłum. pol. Jam cesarstwo u schyłku wielkiego konania). Sam dekadentyzm nie oddaje jednak w pełni atmosfery intelektualnej doby modernizmu. Ważnym elementem opisującym koniec XIX wieku jest również symbolizm. Oba elementy charakteryzują literaturę modernizmu, dopełniają się w opisaniu ducha epoki.
Twórcy, tak jak społeczeństwo, mieli odczucie schyłkowości, porównując je do sytuacji, która zaistniała i była opisywana przez przedstawicieli świata kultury w cesarstwie rzymskim podczas najazdu barbarzyńców. Opisywano rzeczywistość, jako niemogącą wydać już z siebie nic nowego i zdrowego. Ludzie karmili się w sensie kulturowym resztkami przemijającej wielkości. Była to konsekwencja oświeceniowego naturalizmu, stopniowo obnażającego zwyrodnienie moralne i fizyczne ludzkości, kruchość kolejnych ideologii, niewystarczalność przyjmowanych systemów wartości.
Fin de siècle przejawiał się w literaturze ukazywaniem postaw związanych z: eskapizmem,  apatią, znieczuleniem, obojętnością, odczuciem przesytu i znużenia. Demokratyzacja życia u końca XIX wieku w Europie Zachodniej wpłynęła na wulgaryzację kultury, co sprzyjało skrajnemu indywidualizmowi i kreowaniu ekstrawaganckiej pozy, odróżniającej świadomego dekadenta od reszty. Dekadent gardził tym, co pospolite, zwłaszcza wartościami szanowanymi przez warstwę mieszczańską. Szaleństwo fin de siècle stało się rozpoznawalnym w zamiłowaniu do rzeczy ekscesywnych, neurotycznych, a nawet perwersyjnych.
Skoro z oświeceniowego naturalizmu ludzkość dowiedziała się, że w sensie ewolucyjnym przetrwać mają tylko jednostki najsilniejsze, człowiekowi nie pozostało nic innego, jak na wszelkie sposoby poszukać drogi do oderwania się od natury, stąd sensualne i emocjonalne eksperymenty, ale również fascynacja zjawiskami nieopisywalnymi czy niepoznawalnymi, jak śmierć. Pojawiło się u dekadentów zainteresowanie wszelkimi formami mistycyzmu i okultyzmu. Owa otwartość zaowocowała w fin de siècle’u mnogością nurtów artystycznych, różnorodnością przyjmowanych postaw: od ucieczki w samotność, po tworzenie najróżniejszych cyganerii, gdzie gromadzili się podobnie myślący. Bohemy, dla wyrażenia swych poglądów, organizowały kabarety, jak otwarty 18 listopada 1881 roku „Le Chat Noir” (wym. [lə ʃa nwaɾ]).
W 1881 roku Paul Bourget opublikował Teorię dekadentyzmu (fr. Théorie de la décadence), w której nie brak odwołań do życia i twórczości parnasisty i kultywatora estetyki symbolicznej Charles’a Baudelaire’a. Baudelaire uznawany jest za duchowego patrona dekadentów końca XIX wieku.
Francuscy literaci wpisujący się w nurt fin de siècle’u to: Paul Verlaine, Arthur Rimbaud, Stéphane Mallarmé, Tristan Corbière, Joris-Karl Huysmans. W latach 1886–1889 ukazywało się pismo, na którego łamach publikował Verlaine „Le Décadent”, założone przez Anatole’a Baju. Brytyjskim odpowiednikiem francuskiego fin de siècle’u jest ruch zwany estetyzmem (ang. Aestheticism). Angielscy dekadenci końca XIX w. to: Arthur Symons, Oscar Wilde, Ernest Dowson i Lionel Johnson.

## Fin de sièclew sztukach wizualnych
W malarstwie i rzeźbie odpowiedzią na społeczne uwarunkowania i rzeczywistość dominującą nad człowiekiem stały się z jednej strony kontemplacja piękna, a więc estetyzm, np. secesji, z drugiej strony uwypuklenie mocy i energii życia, a więc bergsonowski élan vital, czy też kult nietzscheańskiej woli mocy.

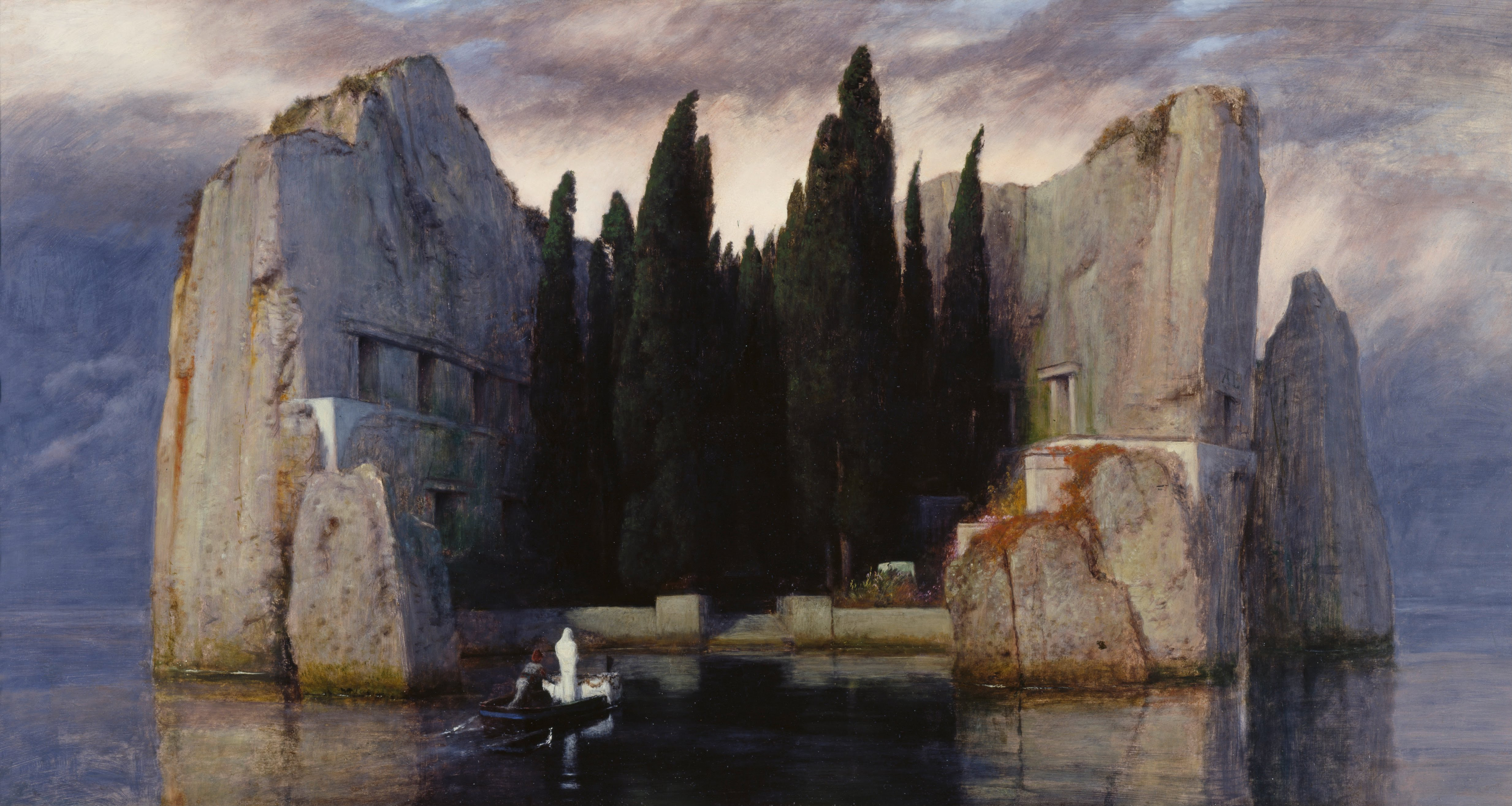
Wyspa umarłych, wersja berlińska z 1883, Arnold Böcklin

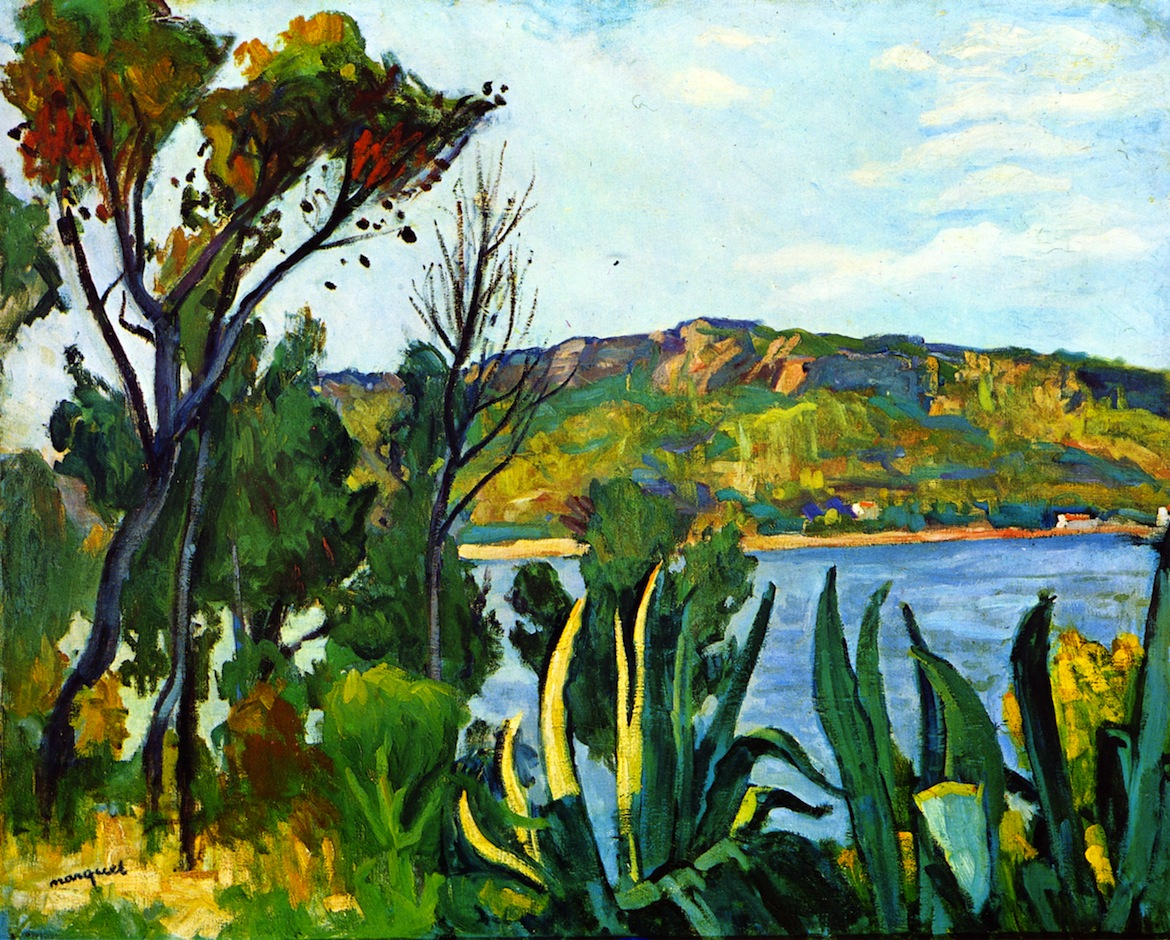
Fowizm: Widok Agay, ok. 1905, Albert Marquet

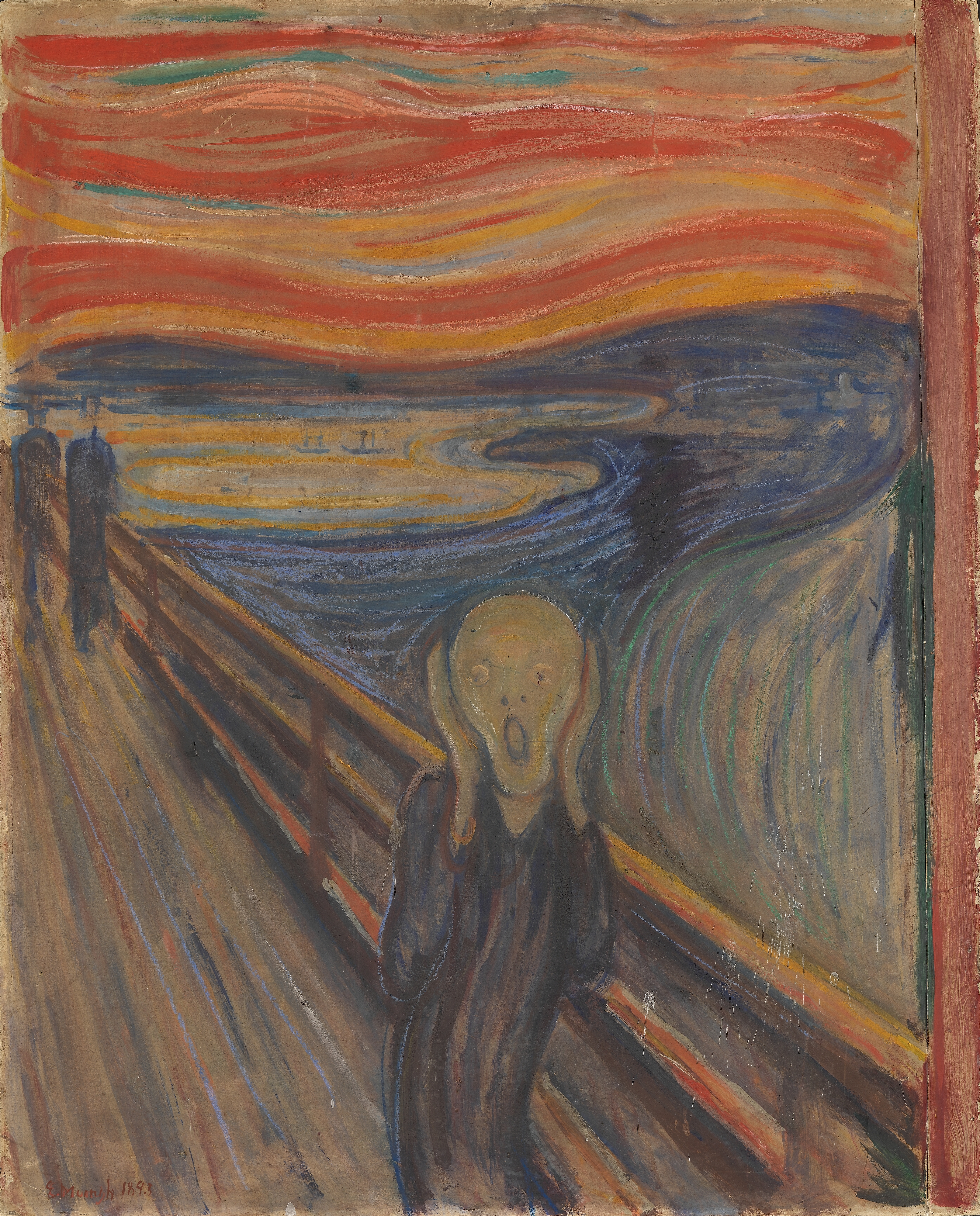
Ekspresjonizm: Krzyk, 1893, Edvard Munch

Dziełem par excellence z epoki fin de siècle’u jest symboliczny obraz Wyspa umarłych szwajcarskiego artysty Arnolda Böcklina, uważanego za jednego z ojców symbolizmu i dekadentyzmu w malarstwie europejskim. Odrealniony pejzaż, tajemnica i potęga śmierci, nadchodząca bezczasowość ukazują perspektywę prawdziwego pokoju i piękna.
Artyści odpowiadali również na ich zdaniem degenerującą i niszczącą kulturę poprzedniej epoki, m.in. oskarżając chrześcijaństwo o bycie religią słabych i biernych, zniewolonych historią i codziennością życia, kultem nietzscheańskiego „nadczłowieczeństwa”. Poszukiwano wewnętrznej wolności jednostki. Chciano, by do głosu doszedł intuicjonizm. Jedynie intuicja i popęd miały umożliwić człowiekowi prawdziwe obcowanie ze zjawiskami, odkrycie istoty rzeczy. Z poddania się pędowi życia, improwizacji i indywidualnej ekspresji zrodziły się charakterystyczne dla sztuki fin de siècle’u nurty: fowizm, ekspresjonizm (1905) i kubizmu (1906).
U końca XIX wieku zaczęto łamać ustalone kanony sztuki. Artyści z odwagą stawali się indywidualistami, eksperymentowali, co było zapowiedzią dwudziestowiecznej awangardowości. W fowizmie i ekspresjonizmie formą wyrazu była barwa. Fowizm używał jej intensywności do wyrażenia sił życiowych, radości i szczęścia. Dla ekspresjonizmu intensywność barw służyła ukazaniu braku szczęścia, szczególnie we wnętrzu człowieka. Fowiści ukazywali świat jako miejsce godne egzystencji, bawiąc się kolorem i kształtem. Ekspresjoniści, często pojmujący świat jako skupisko zła, zagłębiali się we wnętrze duszy, moralizując, szukając uniwersalnych praw, wydobywając archetypy, by tworzona przez nich sztuka oddziaływała na rzeczywistość, zmieniała człowieka.